# Los piratas de Malasia
Los piratas de la Malasia (italiano: I pirati della Malesia) es una novela de aventuras del escritor italiano Emilio Salgari. Fue  publicada en 1896. Es la tercera obra del ciclo Piratas de la Malasia que narra las peripecias del pirata malayo ficticio Sandokán.
En esta novela convergen los hilos argumentales y personajes de dos novelas anteriores: Los tigres de Mompracem y Los misterios de la jungla negra, las cuales se desarrollaban como historias independientes. 
Los piratas de la Malasia fue publicada cuatro años antes de que saliera la versión definitiva de Los tigres de Mompracem, lo que en realidad convertiría a Los piratas de la Malasia en la segunda novela del ciclo.

## Trama
Tremal-Naik es apresado injustamente, desterrado de la India y sentenciado a vivir en una colonia penal. Kammamuri, su sirviente, sabe que Tremal-Naik es inocente e intenta rescatarlo. Cuando Kammamuri es capturado por los tigres de Mompracem, él logra convencerlos de que lo ayuden a liberar a su amo. Sandokán y su amigo Yáñez deben luchan contra los hombres de James Brooke, el rajá blanco de Sarawak.

## Título alternativo en español
- La editorial Acme, de Buenos Aires, en su colección «Robin Hood», la tituló Sandokán.

- Datos: Q635918